# سیارک ۹۹۳۱
سیارک ۹۹۳۱ (به انگلیسی: 9931 Herbhauptman، نامگذاری:1985HH) نه هزار و نهصد و سی و یکمین سیارک کشف شده‌است که در ۱۸ آوریل ۱۹۸۵ کشف شد.